# Exécutions
Pour les articles homonymes, voir Exécution.
Pour plus de détails, voir Fiche technique et Distribution.
Exécutions (titre original : « Un detective »), est un film italien réalisé en 1969 par Romolo Guerrieri d'après le roman Macchie di belletto (Des taches de peinture) de Ludovico Dentice.

## Fiche technique
- Titre : Exécutions
- Titre original : Un detective
- Réalisation : Romolo Guerrieri
- Scénario : Massimo d’Avak, Gene Luotto, Alberto Silvestri, Franco Verucci
- Production : Mario Cecchi Gori
- Photographie : Roberto Gerardi
- Musique : Fred Bongusto
- Montage : Marcello Malvestito
- Costumes : Luca Sabatelli
- Dates de sortie :
  -  Italie 6 septembre 1969
  -  Allemagne 29 mai 1970
  -  France 2 décembre 1970
  -  États-Unis 16 décembre 1970 (New York)
  -  États-Unis 12 mai 1971 (San Francisco)
  -  Norvège 22 novembre 1971

- Autres titres connus
  -  États-Unis Detective Belli
  -  Italie Macchie di belletto
  -  Turquie Detektif
  -  Espagne El placer de Venus
  -  Grèce Franco Nero, o detective katharma
  -  Allemagne Die Klette
  -  Norvège Uten skrupler
  -  Japon Yoru no keizi

- Genre : Policier
- Durée : 103 minutes
- Pays : Italie

## Distribution
- Franco Nero (VF : Vincent Davy) : le commissaire Stefano Belli
- Florinda Bolkan (VF : Régine Blaess) : Vera Fontana
- Adolfo Celi (VF : Albert Médina) : l'avocat Fontana
- Delia Boccardo (VF : Sophie Leclair) : Sandy Bronson
- Susanna Martinková (VF : Évelyn Séléna) : Emmanuelle
- Renzo Palmer (VF : Pierre Garin) : le commissaire Baldo
- Roberto Bisacco (VF : Jacques Degor) : Claudio
- Maurizio Bonuglia : Tommaso « Mino » Fontana
- Laura Antonelli (VF : Claude Chantal) : Franca
- Silvia Dionisio : Gabriella
- Marino Masè : Romanis
- John Stacy : Porter
- Vittorio Ripamonti : un policier